# Leberbrunnen

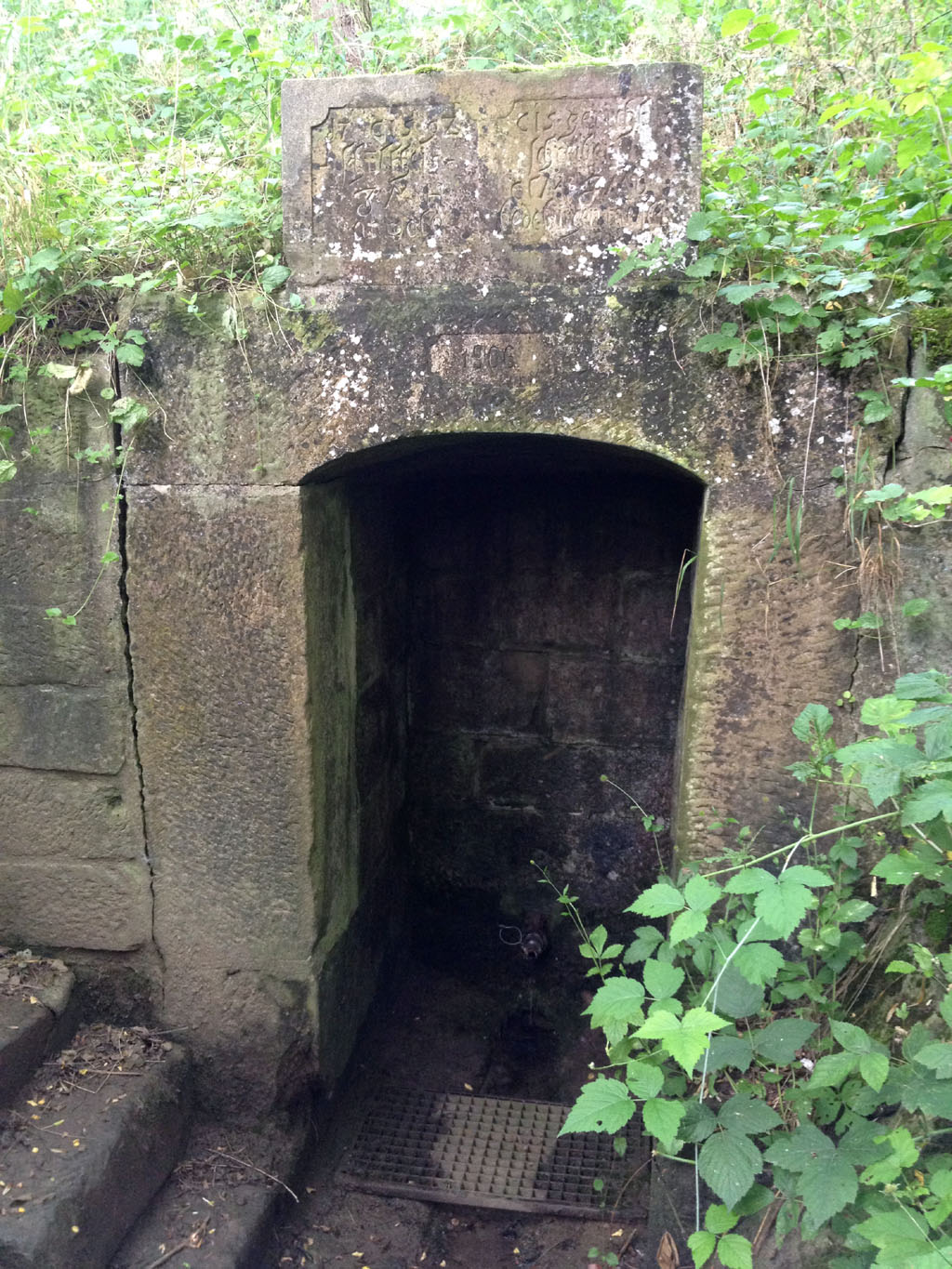
Brunnenstube des Leberbrunnens (Juli 2013)

Der Leberbrunnen ist eine Quelle in der Gemeinde Flein im Landkreis Heilbronn in Baden-Württemberg.

## Lage
Der eponyme Brunnen liegt im östlichen Gemeindegebiet an einer Feldwegquerung neben dem auch Leberbrunnenbach genannten rechten Oberlauf des Deinenbachs zwischen dem rechten Bachufer und dem Feldweg zum Weinberg unterhalb von Donnbronn.

## Geschichte
Der Brunnen im Osten der Fleiner Gemarkung ist bereits seit alters her bekannt. Eine frühe gedruckte Beschreibung von ihm verfasste der Heilbronner Stadtarzt Johann Christoph Eisenmenger der Ältere im Jahre 1632, nachdem der Rat der Stadt Heilbronn, zu der Flein zu jener Zeit gehörte, Kunde von Heilungen durch das Wasser des Brunnens erhalten hatte. Da im Dreißigjährigen Krieg ab 1634 wieder Kampfhandlungen in der Gegend um Flein stattfanden, unterblieb der Ausbau der Heilquelle. Weil sich im 17. Jahrhundert weitere Notzeiten anschlossen und folgende Wasseruntersuchungen die Heilkraft des Brunnens in Zweifel zogen, geriet er zunächst in Vergessenheit. Erst 1792 fasste man die Quelle neu in einem Sandsteingebäude. Beim Bau einer Wasserleitung im Jahre 1906 riss man das Gebäude ab. Der Lokalhistoriker Paul Fähnle barg einen Teil der Steine, darunter einen Inschriftenstein von 1792, und ließ noch im selben Jahr auf eigene Kosten eine neue Brunnenstube errichten.

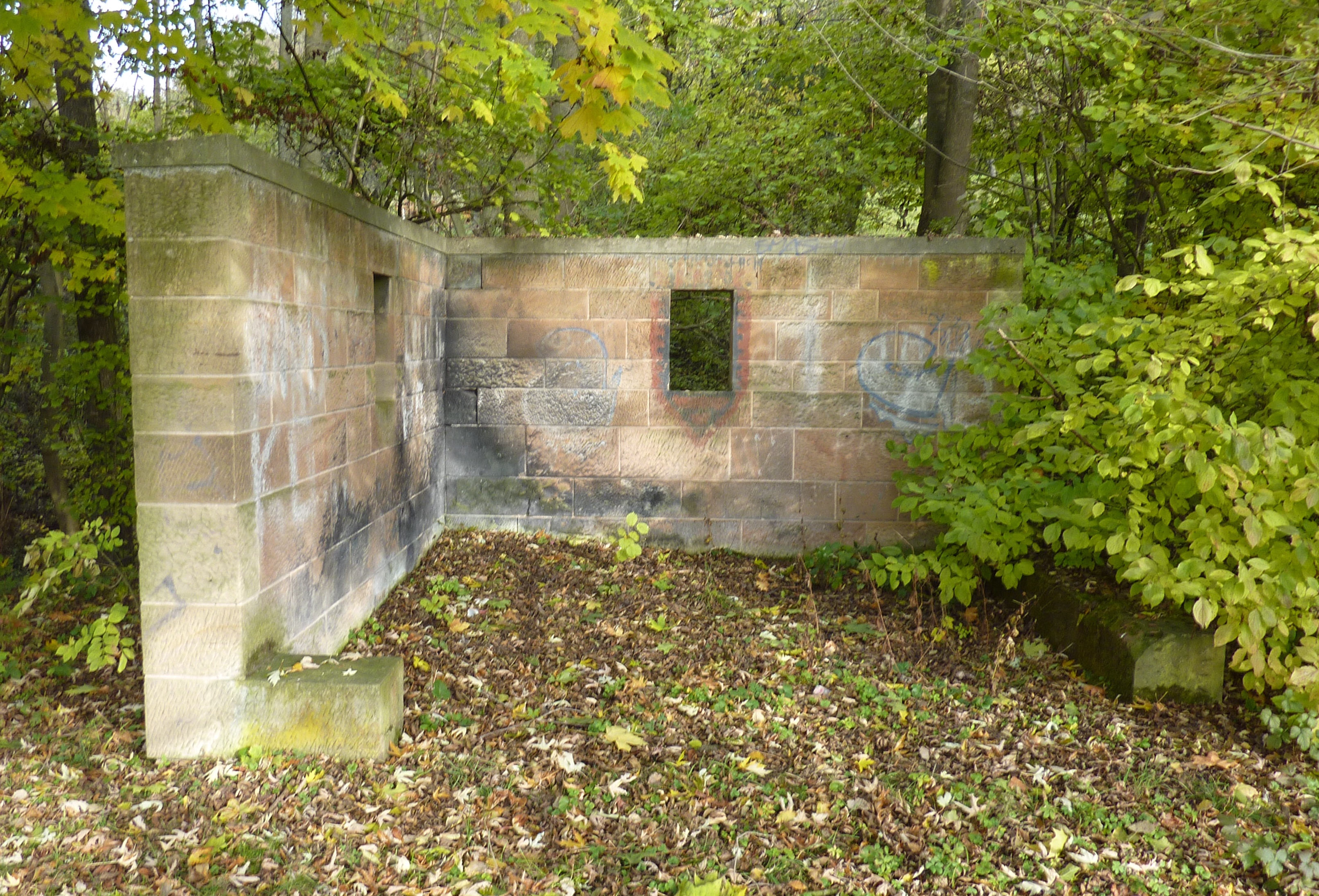
Das Leberbrunnenhäuschen von 1982/83 im Oktober 2010

Ein in der Nähe stehendes, 1871 errichtetes Weinberghäuschen war als Leberbrunnenhäuschen bekannt, es wurde 1970 wegen Baufälligkeit abgerissen. Nach der Flurbereinigung in der Schenkenhalde 1978/79 plante man ein neues Schutzhäuschen, das 1982/83 für rund 37.000 DM auf der anderen Seite des Deinenbachs errichtet wurde. In Erinnerung an das vorige Leberbrunnenhäuschen setzte man entgegen den ursprünglichen Planungen auf das neue Häuschen ein Zeltdach.